# سیارک ۳۵۲۳۷
سیارک ۳۵۲۳۷ (به انگلیسی: 35237 Matzner، نامگذاری:1995QP) سی و پنج هزار و دویست و سی و هفتمین سیارک کشف شده‌است که در ۲۳ اوت ۱۹۹۵ کشف شد.